# Берг, Оскар Фабианович
Оскар Фабианович Берг (1865—1933) — подполковник Русской императорской армии, герой обороны Порт-Артура.

## Биография
Родился 5 февраля 1865 года в Чугуеве Харьковской губернии, происходил из потомственных почётных граждан, лютеранин.
Образование получил в Санкт-Петербургском ремесленном училище Цесаревича Николая, из которого выпущен в 1885 году. 13 ноября 1887 года принят на военную службу по воинской повинности по 2-му разряду и 23 декабря зачислен в 8-й гренадерский Московский полк. 4 июня 1888 года переведён во 2-й железнодорожный батальон и уже 9 августа был назначен в телеграфно-гальванический класс, 16 октября произведён в ефрейторы. 13 января 1889 года он был выпущен из телеграфно-гальванического класса и произведён в младшие унтер-офицеры. 19 декабря 1889 года сдал экзамен на чин прапорщика запаса и 26 декабря уволен в запас.
После начала Китайского похода Берг был призван на действительную военную службу и 12 июня 1900 года назначен в 1-й Восточно-Сибирский саперный батальон, но уже 26 июня прикомандирован к 1-му Уссурийскому железнодорожному батальону. Участвовал в постройке Тонку-Янцунской железной дороги. В сражении 7-8 сентября 1900 года под крепостью Бейтан под вражеским огнём сооружал осадную батарею. По окончании военных действий 26 ноября того же года вновь зачислен в запас. Остался на Дальнем Востоке, жил в Никольск-Уссурийске.
Перед самым началом войны с Японией Берг вновь оказался на военной службе и 15 января 1904 года зачислен в Квантунскую сапёрную роту. Во время обороны Порт-Артура состоял в гарнизоне города, занимался минно-взрывными работами. Высочайшим приказом 27 февраля 1907 года он был награждён орденом Св. Георгия 4-й степени:
За успешное заложение при защите крепости Порт-Артур в капонире форта №3 камуфлета, который, будучи взорван в ночь с 12-го на 13-е октября 1904 года, парализовал наступательные действия неприятеля, и за взрыв 18-го октября заложенного им же фугаса, который способствовал отбитию штурма неприятеля на форт № 3.
В момент гибели генерала Кондратенко под обстрелом японской тяжёлой артиллерией находился рядом с ним на позициях у форта № 2, был ранен осколком. Его заметка-воспоминание об этом событии были напечатаны в журнале «Русская старина» в 1914 году. В периодике были опубликованы и другие фрагменты его воспоминаний.
После падения Порт-Артура был в японском плену в Нагасаки, но, дав подписку о дальнейшем неучастии в военных действиях, эвакуировался во Владивосток, где 19 марта 1905 года был прикомандирован к учебному воздухоплавательному парку. 18 марта 1906 года уволен в запас с зачислением по Одесскому уезду. 9 июня 1907 года в очередной раз призван из запаса, произведён в подпоручики (со старшинством от 12 октября 1904 года) и вновь служил в 1-м Уссурийском железнодорожном батальоне, с 24 сентября был батальонным квартирмейстером и заведующим вооружением батальона, с 11 января был заведующим кадровой командой. 26 апреля 1909 года произведён в поручики. 9 августа 1910 года переведён в 1-й Сибирский железнодорожный батальон.
13 января 1911 года вышел в отставку с производством в штабс-капитаны с мундиром и пенсией, проживал в Петербургской губернии.
После начала Первой мировой войны был призван по ополчению, с 22 июля 1914 года служил в 19-м саперном батальоне на должности начальника 1-го кабельного отделения. С 15 июня 1915 года служил в подвижной технической мастерской-поезде № 5 на должности помощника заведующего технической частью. К концу войны был уже подполковником.
После Октябрьской революции присоединился к Белому движению, состоял при экспедиционном отряде армии США в Сибири. В октябре 1922 года, после поражения белых армий, уехал на Филиппины, откуда в июле 1923 года на транспорте «Меррит» прибыл в Сан-Франциско. Скончался 18 ноября 1933 года в Вашингтоне.

## Награды
Среди прочих наград Берг имел ордена:
- Орден Святой Анны 4-й степени с надписью «За храбрость» (9 июля 1904 года)
- Орден Святого Станислава 3-й степени с мечами и бантом (22 августа 1904 года)
- Орден Святой Анны 3-й степени с мечами и бантом (28 ноября 1904 года)
- Орден Святого Георгия 4-й степени (25 февраля 1907 года)
- Орден Святого Владимира 4-й степени с мечами и бантом (18 марта 1907 года)
- Орден Святого Станислава 2-й степени с мечами (16 января 1915 года)
- Орден Святой Анны 2-й степени с мечами (19 января 1915 года, награждение утверждено Высочайшим приказом от 6 августа)